# Tomba della Fustigazione
La tomba della Fustigazione è una tomba etrusca ubicata nella necropoli dei Monterozzi, a Tarquinia.

## Storia
La tomba venne realizzata tra la fine del VI e l'inizio del V secolo a.C., probabilmente tra il 510 e il 490 a.C. circa. Venne scoperta nel 1960 da Carlo Maurilio Lerici; già violata prima del suo ritrovamento, al suo interno furono rinvenuti frammenti di ceramica non riconducibili al corredo funerario.

## Descrizione
La tomba, interamente scavata nella roccia, è ubicata nella zona della necropoli denominata Calvario: l'accesso avviene tramite un dromos a gradini. L'unica camera sepolcrale è a pianta rettangolare, priva di banchine, con soffitto a doppio spiovente e columen centrale affrescato con cerchi e foglie d'edera.
Le pareti presentano un ciclo di affreschi, in parte danneggiati, realizzati da un pittore di scuola greca, forse lo stesso che ha dipinto la tomba Cardarelli e quella dei Baccanti, alcuni con temi erotici, tipologia quasi del tutto assente nell'arte etrusca, il cui scopo era quello di tenere lontano i demoni dalla tomba oppure una contrapposizione tra la vita e la morte. Sulla parete dove è la porta d'ingresso, nella parte alta, è raffigurato un gruppo di gazzelle inseguite da una pantera, mentre, accanto alla porta, due pugili. La parete di fondo presenta un frontone con due sfingi contrapposte; al centro della parete è l'affresco di una porta, che si riscontra anche nelle due laterali, simbolo di accesso al aldilà: ai lati della porta, un citarista e un danzatore, con grossi vasi di vino. Sulla parete sinistra sono raffigurati un danzatore e un flautista. Sulla parete destra due gruppi erotici; a sinistra della finta porta due uomini che intrattengono un rapporto sessuale con una donna. A destra una donna piegata che si regge ai fianchi di un uomo barbuto a cui sta probabilmente eseguendo una fellatio, non di chiara interpretazione dato il cattivo stato di conservazione, il quale la sta battendo, in quanto raffigurato con la mano alzata; dietro la donna un altro uomo, senza barba, che si regge a lei con la mano sulle natiche, mentre con l'altra la batte con una verga: da questo affresco la tomba prende il nome.